# جورج واشنطن باينز
جورج واشنطن باينز هو سياسي أمريكي، ولد في 29 ديسمبر 1809 في مقاطعة بيركويمانز في الولايات المتحدة، وتوفي في 28 ديسمبر 1882 في بيلتون في الولايات المتحدة. انتخب عضو مجلس نواب أركنساس ‏.